# 永巴赫河 (馬特維斯帕河支流)
46°11′08″N 7°48′33″E / 46.18549°N 7.809142°E

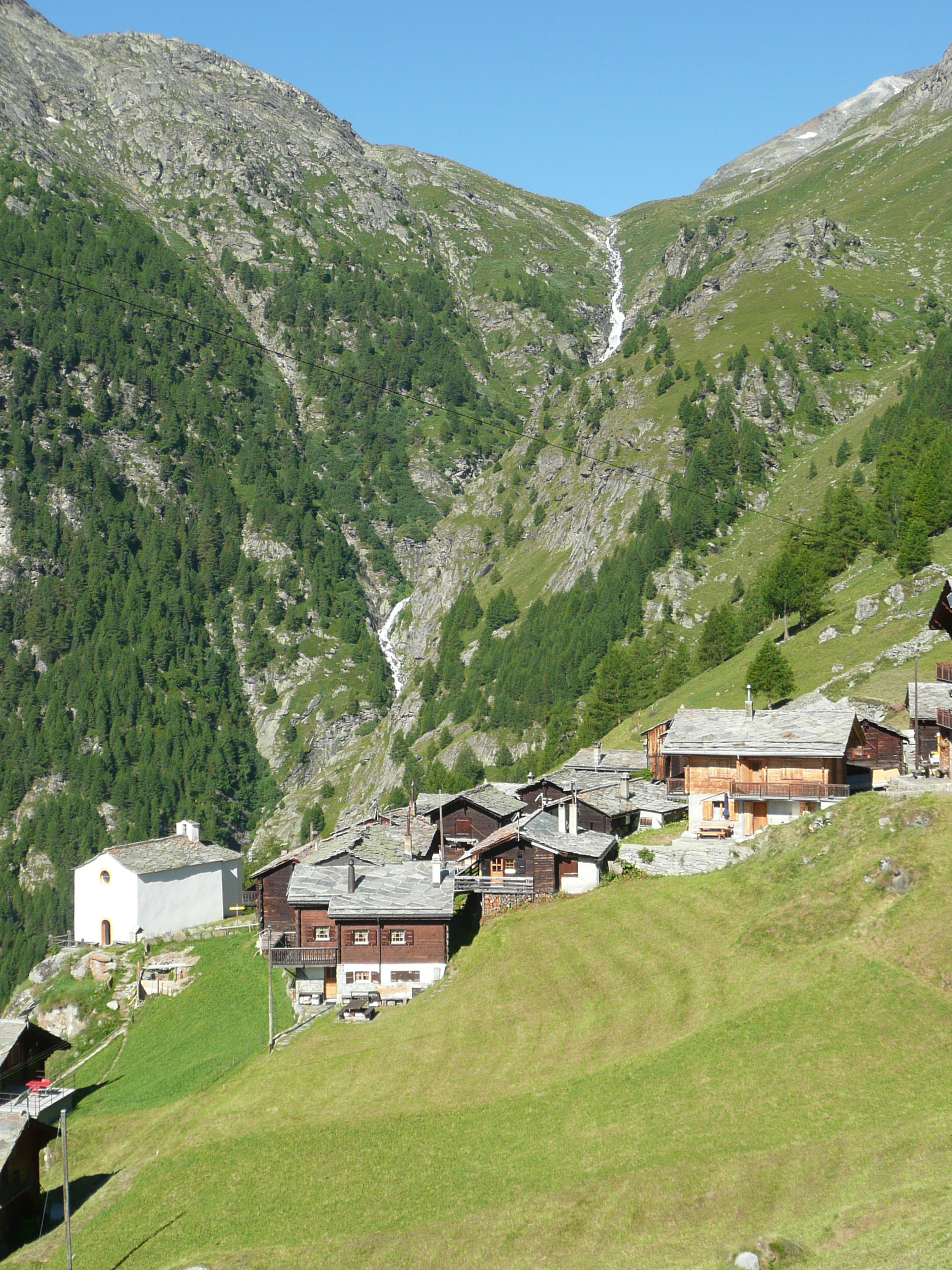

永巴赫河是瑞士的河流，位於該國西南部，流經瓦萊州，該河流屬於馬特維斯帕河的支流，河道全長6.3公里，河口處在聖尼克勞斯以北。